# Ruppertshüttener Forst

Lage im Landkreis Main-Spessart

Der Ruppertshüttener Forst ist ein 17,82 km² großes gemeindefreies Gebiet im Landkreis Main-Spessart im bayerischen Spessart. Er ist komplett bewaldet.

## Geographie

### Lage
Der Forst liegt westlich und östlich des namensgebenden Lohrer Ortsteils Ruppertshütten. Die höchste Erhebung ist der Lohrberg mit 537 m ü. NN.

### Nachbargemeinden
| Haurain (Gemeindefreies Gebiet)              | Gemeinde Fellen                             | Herrnwald (Gemeindefreies Gebiet)               |
| Frammersbacher Forst (Gemeindefreies Gebiet) | Kompassrose, die auf Nachbargemeinden zeigt | Stadt Rieneck                                   |
| Gemeinde Partenstein                         | Städte Lohr am Main und Gemünden am Main    | Langenprozeltener Forst (Gemeindefreies Gebiet) |